# Donja Trepča (Čačak)
Donja Trepča (Servisch cyrillisch Доња Трепча) is een plaats in de Servische gemeente Čačak. De plaats telt 1018 inwoners (2002).